# Костадин Самарджиев – Джемото
Вижте пояснителната страница за други личности с името Костадин Самарджиев.
Костадин Самарджиев, наречен Джемото, е български революционер, струмишки деец на Вътрешната македоно-одринска революционна организация.

## Биография
Костадин Самарджиев е роден на 15 май 1884 година в струмишкото село Дабиля, тогава в Османската империя. Учи в Струмица, след което завършва българското педагогическо училище в Скопие през 1903 година. В Скопие другарува с Христо Бабамов, Илия Маказлиев и велешанеца Алексо Мартулков. Учителства в Дабиля между 1903 – 1904 година и Робово 1904 – 1905 година.
Развива революционна дейност в Струмица и Струмишко заедно с учителите Петър Хаджийорданов от Кавадарци и Иван Чонтев от Велес работи сред българите екзархисти, докато сред гъркоманите работят струмичаните Славчо Клямбов, Панде Куюмджиев и Георги Хаджикотарев. В 1905 година е част от председателството на Струмишкия окръжен конгрес. През лятото на 1905 година е арестуван и лежи в солунския затвор Еди куле. От май 1906 до юли 1908 година е четник при Христо Чернопеев. Секретар е на Струмишкия околийски революционен комитет заедно с Георги Хаджикотарев, Глигор Манов, Наке Динков, Панде Куюмджиев, Славчо Клямбов, Ефтим Бабамов, Гьошо Гърчев и Тома Попстоянов. През януари 1906 година организира масови демонстрации в Струмица по повод убийството на петима селяни от Струмишко. Около 8 000 души от града и околностите, начело с поп Васил Петров Испирски от Робово, искат от струмишкия каймакам прекратяване на политическите убийства.
След Младотурската революция от юли 1908 година се легализира и е мюдюр в Струмишко. През април 1909 година е начело на струмишки доброволци в младотурския поход към Цариград за потушаване на опита на Абдул Хамид II за контрапреврат. През август 1909 година е между учредителите на Народна федеративната партия (българска секция) в Солун. През декември 1909 година напуска партията и заедно с Чернопеев, Михаил Думбалаков и Кочо Хаджиманов обикаля Струмишко за възстановяване на организиционната мрежа в окръга. В началото на 1910 година четиримата минават в България. Джемото е временно интерниран във Враца заедно с Хаджиманов по настояване на османските власти, но скоро четиримата отново се събират в София.
В средата на май 1910 сборните чети на Тане Николов, Апостол войвода, Христо Чернопеев, Михаил Чаков, Дякон Евстатий, Стефан Чавдаров и Костадин Самарджиев заминават за Македония и при село Ораново, Горноджумайско, е първото им сражение с турските гранични постове. През есента на 1910 година Самарджиев е назначен за ръководител на струмишкия околийски комитет на БНМОРО.
Джемото загива край родното си село на 1 август 1911 година в престрелка с останалия на турска страна Атанас Караманов, който също загива.
Думбалаков пише за Джемото:
| „ | Едно от хилядите деца на революцията, Джемо бе изпитан борец и активен местен деятел... буден българин. | “ |